# Лучки (Кам'янець-Подільський район)
Лучки́ — село в Україні, у Староушицькій селищній територіальній громаді Кам'янець-Подільського району Хмельницької області.

## Назва
Основі назви села і річки Лучка географічний термін «Лука» зі значенням «безліса територія, поляна покрита травою».

## Географія
Подільське село Лучки розкинулось на подільській височині в південно-західній частині України, за 38 кілометрів автошляхами від міста Кам'янець-Подільський. Через все село протікає річечка Лучка, притока Студениці. 

### Клімат
Лучки знаходяться в межах вологого континентального клімату із теплим літом, у так званому «теплому Поділлі», тут весна настає на 2 тижні раніше.

## Історія
Перші поселення відомі з 1684 року.
Сучасні Лучки з'явилися в першій третині ХХ століття, з часу впровадження столипінської аграрної реформи. Першими поселенцями села були жителі сусідніх Нефедівців.
Внаслідок поразки визвольних змагань на початку XX століття, село надовго окуповане російсько-більшовицькими загарбниками.
Радянська окупація принесла колективізацію та розкуркулення, мешканці села зазнали репресій.
В 1932–1933 селяни села пережили голодомор.
У роки Великого терору 1936-1937 кількість населення від репресії в Лучках скоротилося на чверть.
Рішенням облвиконкому, в 1960 році до Лучків приєднали поселення «Білий Яр», «Черничина» і «Яр-Нефедовецький».
В 1990 році селі відкрито клуб, нову школу та дитсадок.
З 1991 року в складі незалежної України.
7 вересня 2017 року шляхом об'єднання сільських рад село увійшло до складу Староушицької селищної громади.

## Населення
Населення становить 213 осіб.

### Мова
У селі поширені західноподільська говірка та південноподільська говірка, що відносяться до подільського говору, який належить до південно-західного наріччя.

## Охорона природи
Село лежить у межах національного природного парку «Подільські Товтри».

## Галерея

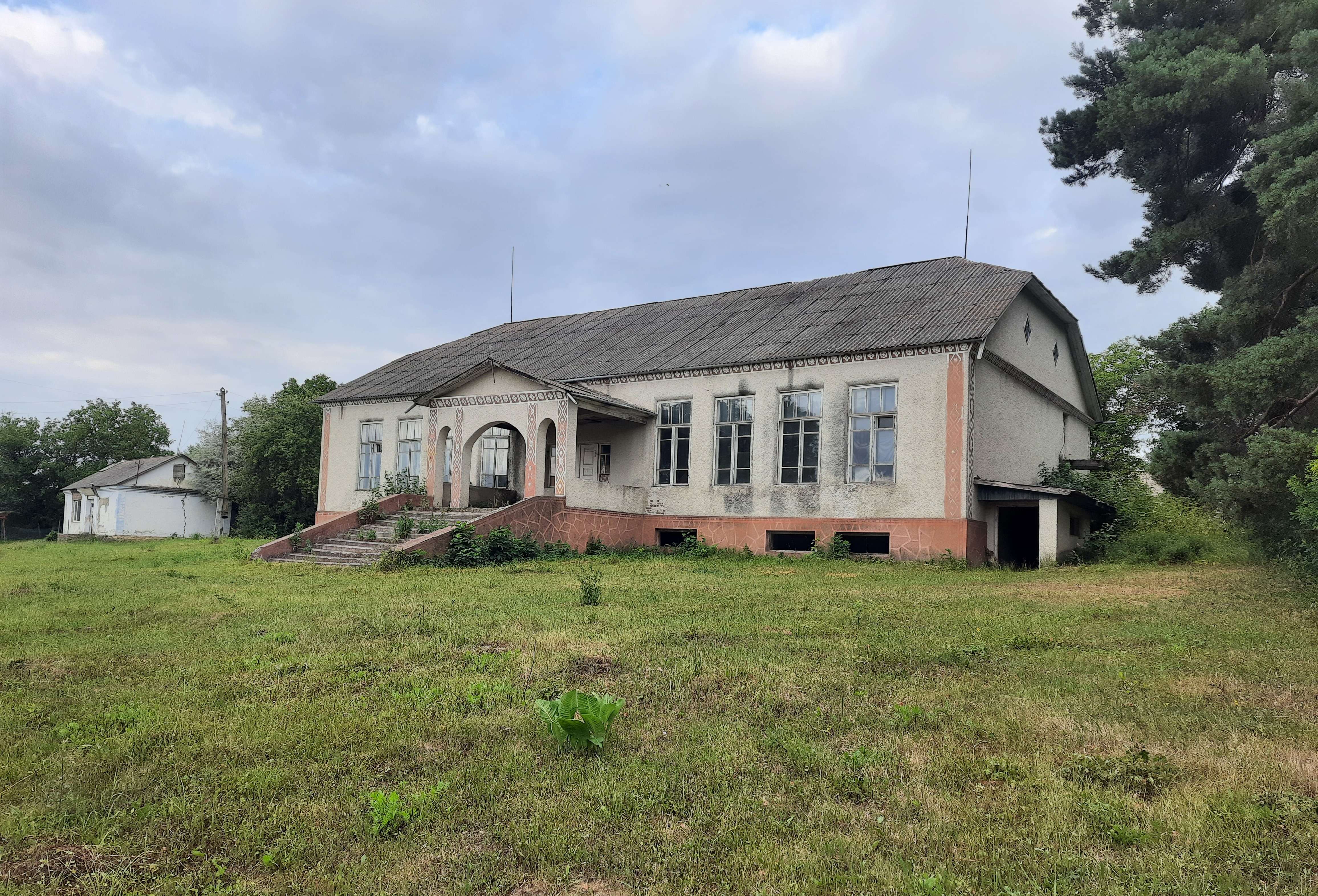
міні
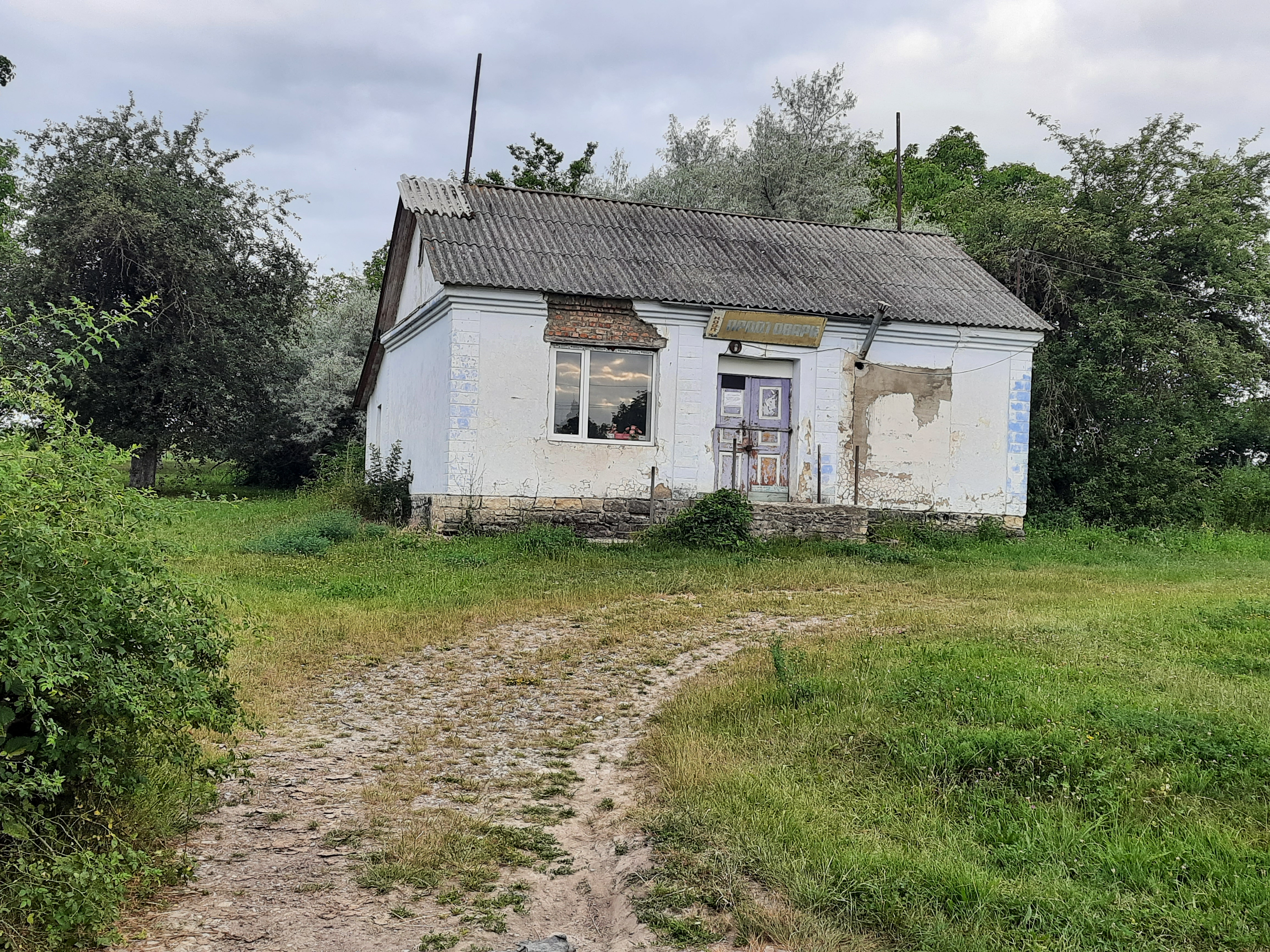
Крамниця
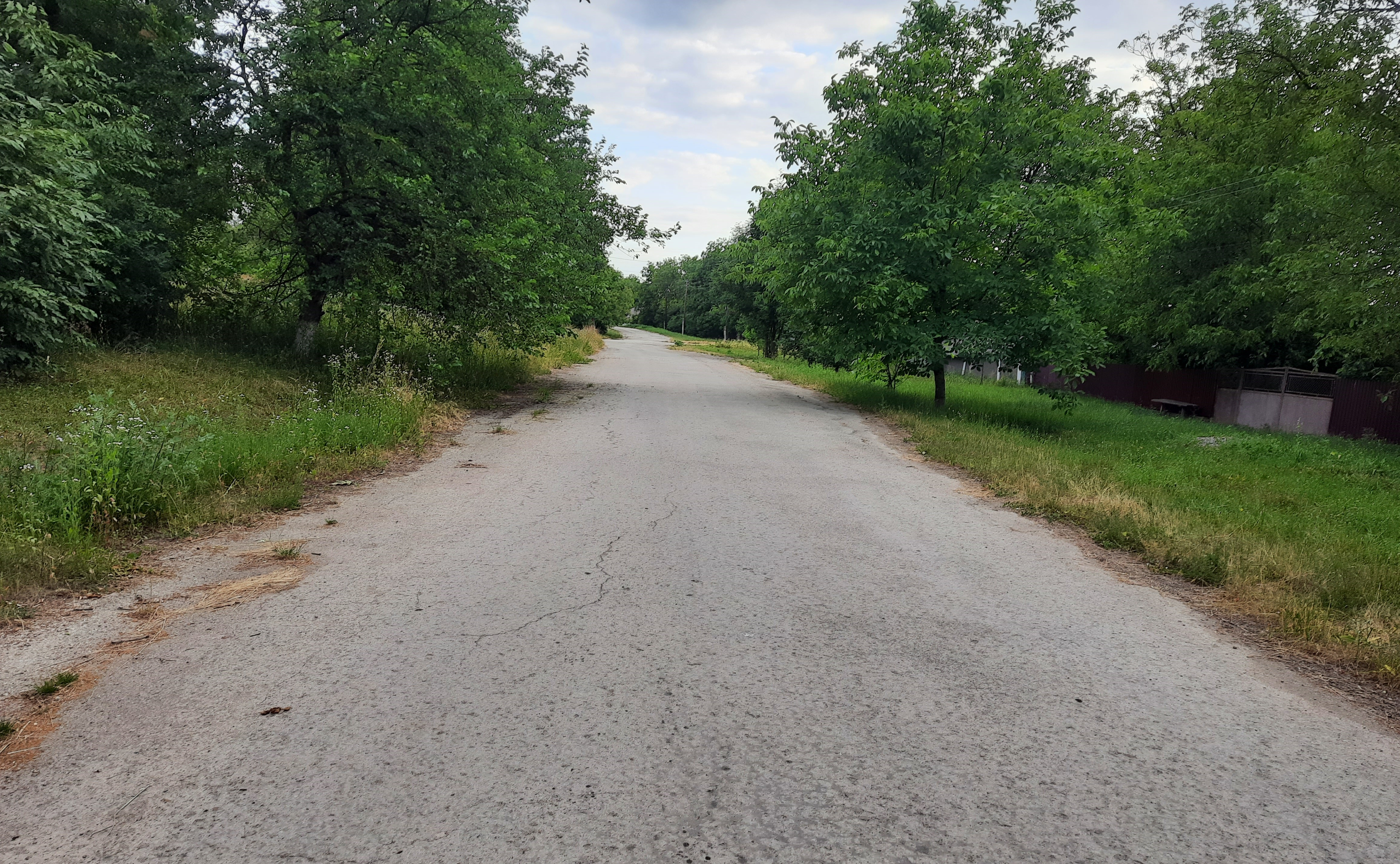
Сільська вулиця
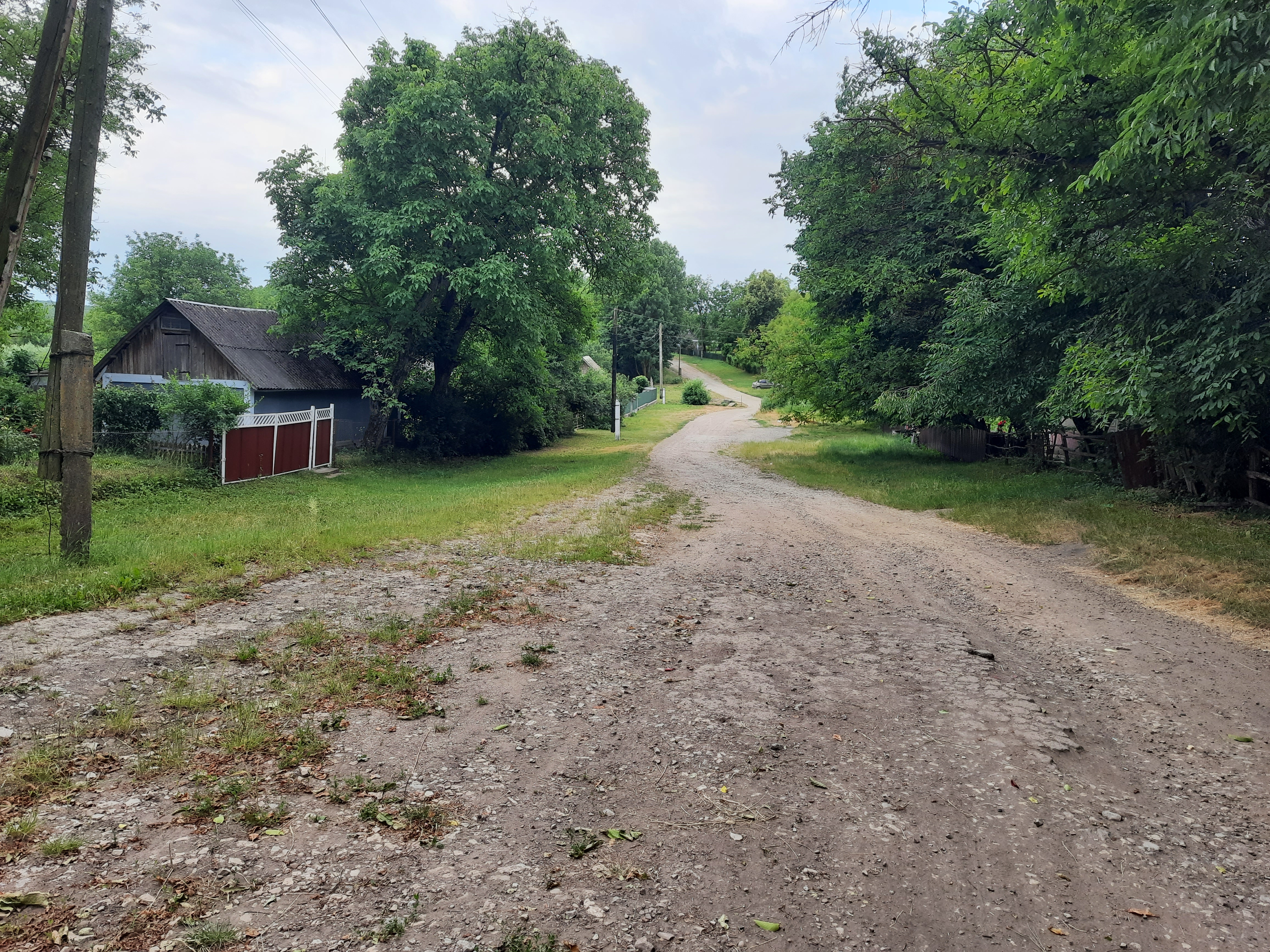
Сільська вулиця
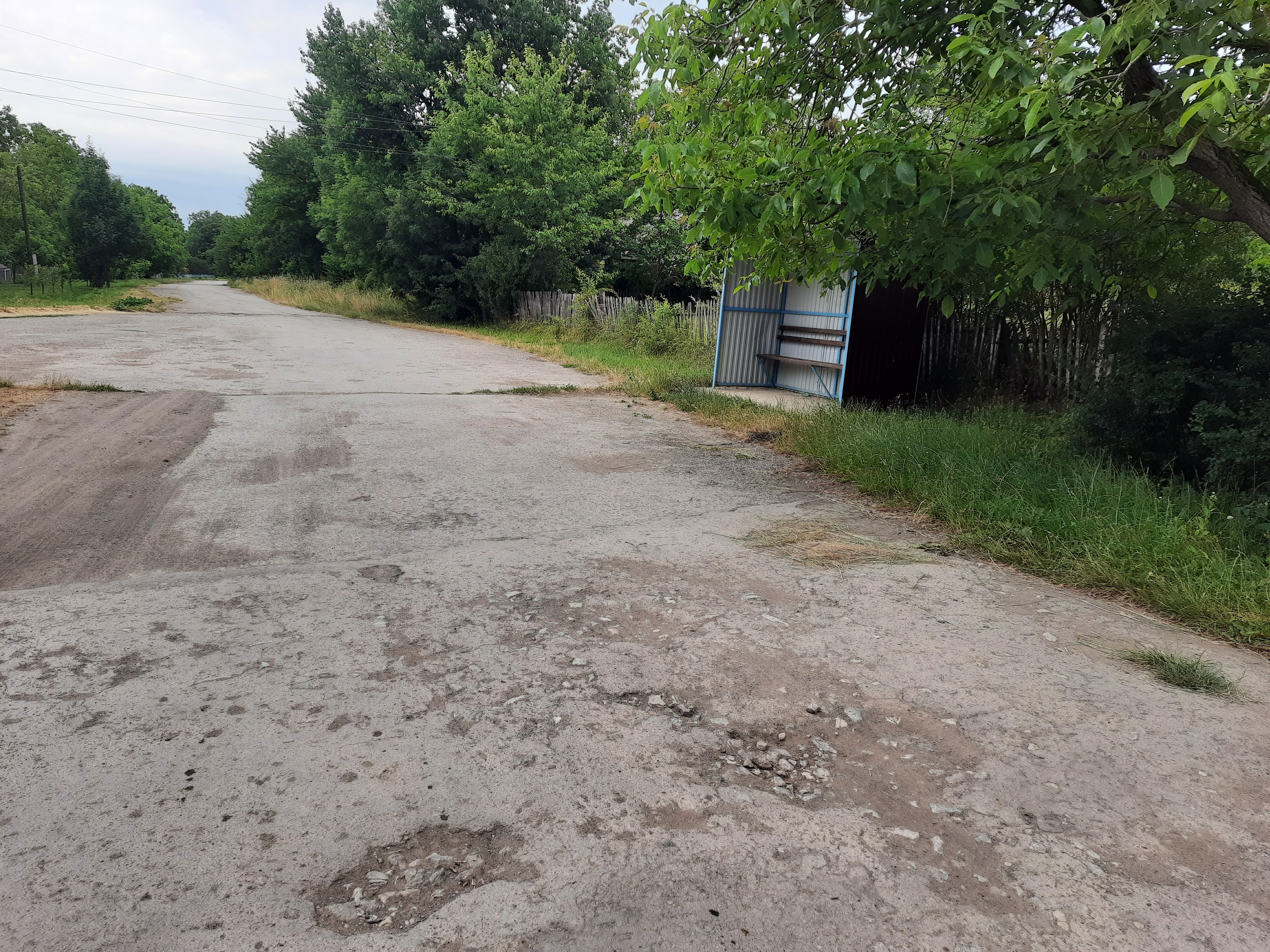
Автобусна зупинка
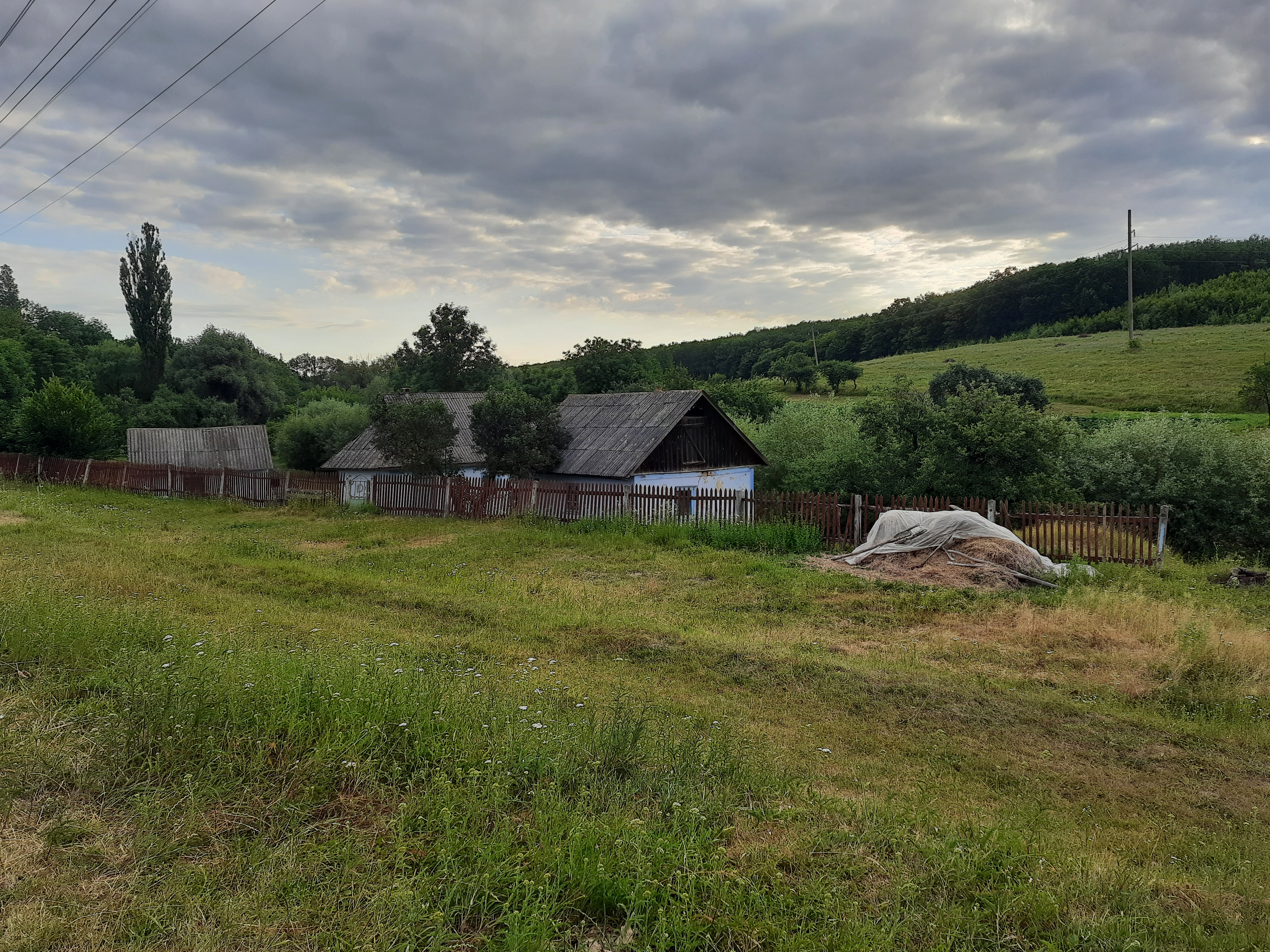
Сільський пейзаж
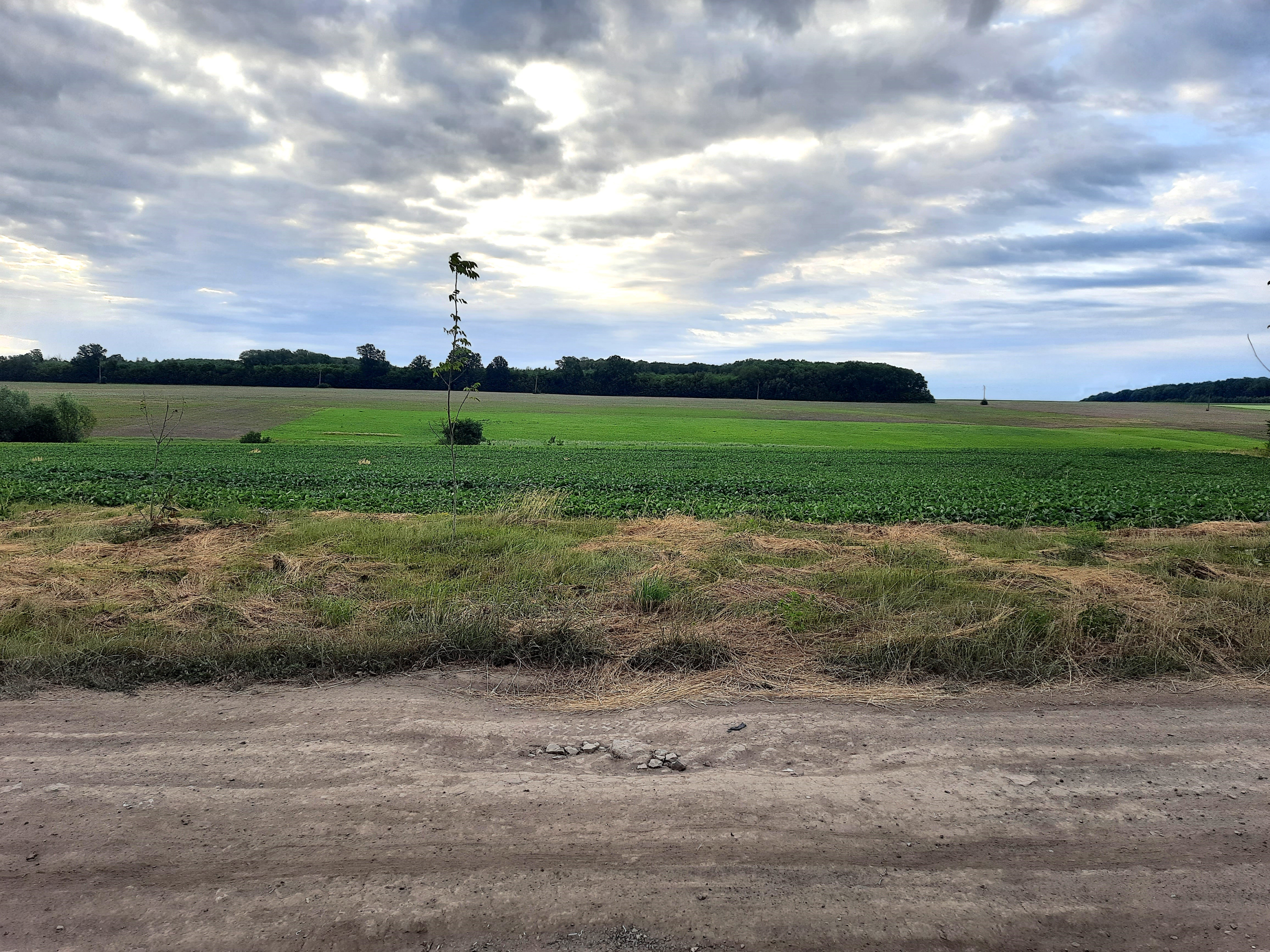
Краєвид біля села